# 李建华 (1959年)
李建华 (1959年7月—)，湖南桃江人，浙江师范大学、中南大学教授，主要从事政治哲学、伦理学、中国传统伦理思想等方面的研究工作。入选中华人民共和国教育部2009年度"长江学者"特聘教授。